# Meenahalli, Bellary
Meenahalli là một làng thuộc tehsil Bellary, huyện Bellary, bang Karnataka, Ấn Độ.